# The Ultimate Fighter: Team Liddell vs. Team Ortiz
The Ultimate Fighter: Team Liddell vs. Team Ortiz fue la undécima temporada del reality de televisión de The Ultimate Fighter que se estrenó el 31 de marzo de 2010. Los equipos separados fueron dirigidos por Chuck Liddell y Tito Ortiz.

## Elenco

### Entrenadores
- Equipo Liddell
  - Howard Davis Jr.[2]
  - Scott Epstein[3]
  - John Hackleman[2]
  - Jake Shields[2]
  - Antonio Banuelos

| - Equipo Punishment - Tito Ortiz - Cleber Luciano - Rob McCullough - Saul Soliz | - Equipo Franklin - Rich Franklin - Forrest Griffin - Tyson Griffin - Gray Maynard |

*En el episodio final de la temporada, Tito Ortiz y su cuerpo técnico fueron sustituidos por Rich Franklin y su equipo.

## Peleadores
- Equipo Liddell

- Kyle Noke, Rich Attonito, Charles Blanchard, Josh Bryant, Brad Tavares, Court McGee, Joseph Henle

- Equipo Punishment

- Nick Ring, Kyacey Uscola, Kris McCray, Jamie Yager, James Hammortree, Clayton McKinney, Seth Baczynski (Reemplaza a Chris Camozzi)

- Peleadores eliminados en la primera ronda

- Seth Baczynski, Brent Cooper, Jacen Flynn, Charley Lynch, Victor O'Donnell, Norman Paraisy, Constantinos Philippou, Greg Rebello, Jordan Smith, Ben Stark, Lyle Steffens, Warren Thompson, Cleburn Walker, Woody Weatherby

- Retirado por lesión

- Chris Camozzi – mandíbula fracturada, pidió irse en el Episodio 3.

## Final
- Peso medio:  Court McGee vs.  Kris McCray

McGee derrotó a McCray vía sumisión (rear naked choke) en el 3:41 de la 2.ª ronda para convertirse en el ganador de TUF de peso medio.